# Visualg
VisuAlg é uma variação da linguagem Portugol (português estruturado), implementada tanto como um aplicação desktop quanto como interpretadores em páginas Web e extensões para o Visual Studio Code, de domínio público e uso gratuito para edição, interpretação e execução de algoritmos. 
É utilizado em diversas instituições de ensino no Brasil para o ensino de lógica de programação.

## Implementações
- VisuAlg para Microsoft Windows;
- VisuAlg Web para navegadores;
- Portugol em formato Web;
- Extensão para o Visual Studio Code.